# تحيز التوقع
تحيز التوقع (بالإنجليزية: Forecast bias)‏ يحدث عندما يكون هناك اختلاف متسق بين النتائج الفعلية والتنبؤات المولدة سابقا عن تلك الكميات؛ أي: قد يكون للتوقعات ميل عام إلى أن تكون مرتفعة جدا أو منخفضة جدا.
يقع الانحياز للتوقع عندما توجد اختلافات متماثلة بين النتائج الحقيقية والتوقعات المسبقة لهذه الكميات، أي تميل هذه التوقعات إلى أن تكون منخفضة جداً أو مرتفعة جداً، أما التوقع الجيد فلا يجب أن يكون متحيزاً.
وباعتباره قياساً كمياً، بالإمكان تحديد وتعيين “الانحياز للتوقع كاحتمال لخطأ التوقع. ويعد المتوسط الحسابي من الأمثلة النمطية عن الانحياز في عملية التوقع، كما تُعد القيمة المتوقعة أيضاً من أخطاء التوقع، وهناك أمثلة أخرى، كتوقع الوسيط غير المنحاز، حيث يكون نصف التوقعات منخفض جداً ونصفها الآخر مرتفع جداً. شاهد تحيز المثمن.
وفي السياق الذي يجري ضمنه توليد توقعات على أساس تكراري، بإمكاننا مراقبة أداء نظام التوقع باستخدام إشارة التعقب، حيث توفر لنا أوتوماتيكياً تلخيصاً للتوقع الناتج في أي لحظة، ويمكن استخدامها لمراقبة تدهور أداء النظام.